# Charles Lomberg
Charles Lomberg (Gotemburgo,
Suecia, 4 de diciembre de 1886-ibídem, 5 de marzo de 1966) fue un atleta sueco, especialista en la prueba de decatlón en la que llegó a ser subcampeón olímpico en 1912.

## Carrera deportiva
En los JJ. OO. de Estocolmo 1912 ganó la medalla de plata en la competición de decatlón, logrando un total de 7413 puntos, tras el estadounidense Jim Thorpe, el también sueco Hugo Wieslander, y por delante de otro sueco Gosta Holmer (bronce con 7347 puntos).